# Palpita hypohomalia
Palpita hypohomalia là một loài bướm đêm trong họ Crambidae.